# پاتریک سنت اسپری
پاتریک سنت اسپری (انگلیسی: Patrick St. Esprit؛ زادهٔ ۲۱ ژوئن ۱۹۵۵) یک هنرپیشه اهل ایالات متحده آمریکا است.
از فیلم‌های معروف او می‌توان به بازی در فیلم من خشمگین هستم اشاره کرد.